# Tanytarsus atronotatus
Tanytarsus atronotatus är en tvåvingeart som beskrevs av Jean-Jacques Kieffer 1922. Tanytarsus atronotatus ingår i släktet Tanytarsus och familjen fjädermyggor.
Artens utbredningsområde är Tyskland. Inga underarter finns listade i Catalogue of Life.